# Linea nigra

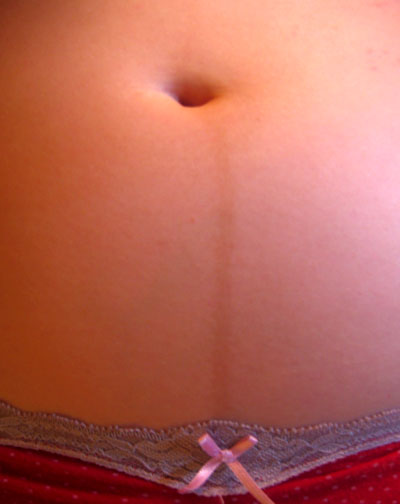
Linea nigra während der Schwangerschaft

Als Linea nigra (lateinisch für ‚schwarze Linie‘) oder auch Linea fusca (lateinisch für ‚braune Linie‘) wird eine senkrechte, strichförmige dunkle Verfärbung der medianen Bauchhaut in der Schwangerschaft bezeichnet. Als Ursache dieser Verfärbung gilt die erhöhte Produktion des melanozyten-stimulierenden Hormons. In einigen Fällen entsteht diese Verfärbung auch ohne eine Schwangerschaft. Insbesondere im zweiten Trimenon der Schwangerschaft verfärbt sich bei einigen Frauen dieser Hautabschnitt dunkel. Der Grund ist der erhöhte Hormonspiegel in der Schwangerschaft, durch den es zu einer vermehrten Produktion von melanozyten-stimulierenden Hormonen kommt, die wiederum einen Anstieg an Melaninen verursachen. Deswegen kommt es in der Schwangerschaft zu einer erhöhten Hautpigmentierung an Brustwarzen, Achselhöhlen, im Intimbereich oder dem Bauchbereich.
Die Linea Nigra entsteht, wenn sich die Linea alba (lateinisch für „weiße Linie“), eine bei jedem Menschen normalerweise nicht sichtbare Bindegewebsnaht in der Mitte des Bauches, durch diese Pigmentveränderung dunkel verfärbt. Allerdings ist die Linea Nigra nicht immer gleich stark ausgeprägt. Bei dunkelhaarigen Frauen ist sie meistens stärker zu sehen als bei blonden.
Diese Verfärbung bildet sich kurz nach der Normalisierung des Hormonhaushalts nach der Geburt in den meisten Fällen vollständig oder zumindest deutlich zurück.